# Batalha Naval da Baía de Hakodate
A Batalha Naval da Baía de Hakodate (Japonês:函館湾海戦) ocorreu de 4 a 10 de maio de 1869, entre os remanescentes da marinha do Xogum, consolidados nas forças armadas da rebelde República de Ezo, e a recentemente formada Marinha Imperial Japonesa. Ela foi um dos últimos estágios da Batalha de Hakodate durante a Guerra Boshin, e ocorreu perto de Hakodate no norte do Japão na ilha de Hokkaido.